# Christian-Georges Schwentzel
Christian-Georges Schwentzel, né en 1967, est un historien français spécialiste de l'Orient hellénistique.

## Biographie
D'abord maître de conférences en histoire ancienne à l'Université de Valenciennes et du Hainaut-Cambrésis (1997-2013), il est professeur à l'université de Lorraine (Metz) depuis 2013. Il a consacré sa thèse et ses premiers travaux à l'iconographie des Lagides et des dieux dans l'Égypte ptolémaïque. Depuis 2005, il étudie également les royautés non-grecques du Proche-Orient hellénistique.
Il a publié plusieurs articles sur les rois nabatéens de Pétra, sur les souverains juifs hasmonéens, ainsi que sur Hérode le Grand et sa dynastie, dans des revues scientifiques (Syria, la Revue Biblique, Mètis, Res Antiquae, Studi Ellenistici, Dialogues d'Histoire ancienne). Dans son ouvrage sur Hérode le Grand, il définit le roi de Judée comme un « tyran juif ». Le goût d'Hérode pour l'hellénisme n'aurait été que superficiel, malgré les accusations portées par Flavius Josèphe qui présente le roi comme un traître. Hérode aurait été généralement respectueux des obligations rituelles juives et aurait cherché avant tout à se poser comme l'héritier de David et un nouveau Salomon, notamment lors de la reconstruction du temple de Jérusalem. Dans Juifs et Nabatéens, Schwentzel étudie le "monarque ethnique", une catégorie de souverains dans laquelle il range les grands prêtres hasmonéens, le roi Hérode, les Hérodiens et les souverains nabatéens. Contrairement aux rois gréco-macédoniens (Séleucides, Lagides), les "monarques ethniques" auraient revendiqué leur appartenance à un peuple (ethnos) particulier et développé une propagande ou "stratégie discursive" visant à afficher officiellement leur "ethnicité".
Christian-Georges Schwentzel a également codirigé et coédité des travaux universitaires collectifs sur la notion d'"étranger" dans le monde romain (Presses Universitaires de Rennes, 2005), ou encore sur le lien entre image et pouvoir royal de l'Antiquité au Moyen Âge (Presses Universitaires de Rennes, 2012).
Il a dirigé deux manuels de concours de l'enseignement, en histoire grecque en 2012, en histoire romaine en 2014.
En 2014, il a publié une biographie de Cléopâtre qui est aussi un essai sur le mythe de cette reine après sa mort. Après une première partie consacrée aux éléments historiques dans laquelle il présente Cléopâtre comme une dirigeante compétente, il développe largement l'ampleur du mythe dans la peinture, la littérature, le théâtre et le cinéma jusqu'à nos jours. Il montre ainsi la récupération du modèle de Cléopâtre à différentes époques, pour répondre à des idées du temps, à des discours et à des fantasmes qui évoluent.
En 2017, 2018 et 2019, il publie trois essais historiques en lien avec l'histoire ancienne sur différentes thématiques : l'origine des chefs, le Jésus historique et l'érotisme,.
Dans Manuel du parfait dictateur, publié en 2021, il présente Jules César comme le modèle des leaders populistes contemporains. Dans son essai Débauches antiques, il décrit « une généalogie du vice ».

## Télévision
En 2011, il participe à un documentaire-fiction, Le Destin de Rome, diffusé sur Arte.
En 2019, dans l'émission Stupéfiant ! "Passion Egypte", présentée par Léa Salamé sur France 2, il reprend la déconstruction du mythe de la sexualité débridée de Cléopâtre (mythe que des historiens de l'Antiquité avaient identifié à la fin du XXe siècle).
En tant que spécialiste de l'Antiquité, il participe régulièrement à l'émission Secrets d'histoire, présentée par Stéphane Bern, sur France 3.

## Publications
- Cléopâtre, Paris, PUF, 1999.
- L'Égypte hellénistique et romaine (avec Bertrand Lançon), Paris, Nathan, 1999 (réédition, 2003).
- Les Pharaons d'Égypte, de Narmer à Cléopâtre, Milan, Les Essentiels Milan, 2002.
- L'Orient méditerranéen à l'époque hellénistique, Paris, éditions du Temps, 2003.
- Étrangers dans la cité romaine. Habiter une autre patrie : des incolae de la République aux peuples fédérés du Bas-Empire (avec R. Compatangelo-Soussignan), Rennes, Presses Universitaires de Rennes, 2005.
- L'Égypte des pharaons, Milan Jeunesse, Editons Milan, 2001.
- Hérode le Grand. Juifs et Romains, Salomé et Jean-Baptiste, Titus et Bérénice, Paris, Pygmalion, 2011, 324 pages (recension ).
- La puissance royale. Image et pouvoir de l'Antiquité au Moyen Âge (avec E. Santinelli-Foltz), Rennes, Presses Universitaires de Rennes, 2012.
- Les diasporas grecques. VIIIe – IIIe siècles (avec M. Dana, S. Lebreton et Fr. Prêteux), Paris, Atlande, 2012.
- Juifs et Nabatéens, les monarchies ethniques du Proche-Orient hellénistique et romain, Rennes, Presses Universitaires de Rennes, 2013, 310 pages.
- Rois et reines de Judée. IIe s. av.-Ier s. apr. J.-C., Paris, Lemme edit, 2013.
- Le monde romain (avec L. Lamoine et B.Pichon), Paris, SEDES-Armand Colin, 2014.
- Cléopâtre, la déesse-reine, Biographie Paris, Payot, 2014, 350 pages.
- Les dieux et le pouvoir : aux origines de la théocratie (avec Marie-Françoise Baslez), Rennes, Presses Universitaires de Rennes, 2016, 180 pages.
- La Fabrique des chefs : d'Akhenaton à Donald Trump, Paris, Vendémiaire, 2017, 290 pages.
- Les Quatre Saisons du Christ : un parcours politique dans la Judée romaine, Paris, Vendémiaire, 2018, 260 pages.
- Le Nombril d'Aphrodite : une histoire érotique de l'Antiquité, Paris, Payot, 2019, 272 pages.
- Manuel du parfait dictateur : Jules César et les « hommes forts » du XXIe siècle, Paris, Vendémiaire, 2021, 246 pages.
- Cléopâtre : une dynastie de femmes puissantes, Paris, Frémeaux et associés, 2021, livre audio.
- Cléopâtre, collection "Biographies", Paris, PUF, 2022.
- Débauches antiques : comment la Bible et les Anciens ont inventé le vice, Paris, Vendémiaire, 2023, 310 pages.